# The Girl at Home
The Girl at Home és una pel·lícula muda de la Paramount dirigida per Marshall Neilan i interpretada per Vivian Martin, Jack Pickford, en la seva primera pel·lícula a Hollywood per als estudis Lasky i Edythe Chapman entre d'altres. La pel·lícula es va estrenar el 26 d’abril de 1917.

## Argument
Jean Padgate és una noia òrfena però té un tutor molt ric, Squire Padgate. Ellà està enamorada de Jimmie Dexter, el fill de la dona que Padgate pensa que seria una magnífica madrastra per a Jean. La senyora Dexter està a punt d’enviar el seu fill a la universitat quan perd els seus ingressos. Aleshores Jean aconsegueix que la senyora Dexter accepti els diners els seus diners per a que Jimmie pugui estudiar. Allà Jimmie coneix Diana Parish, una jove cantant de cabaret i, enamorat, li estén un xec de 25,00 dòlars. Diana, però, afegeix un altre zero a l'import i el xec és rebutjat per manca de fons. Mentre Diana implora a Jimmie que la salvi, arriben la senyora Dexter i Jean i la troben als seus braços. Elles l'informen que ha estat malgastant els diners de Jean. Enutjat de ser tractat com un nen, Jimmie promet espavilar-se tot sol i accepta un treball físic dur. Sortosament un detectiu descobreix que el xec va ser inflat per Diana i Jimmie torna a casa i tot és perdonat.

## Repartiment
- Vivian Martin (Jean Hilton)
- Jack Pickford (Jimmie Dexter)
- James Neill (Squire Padgate)
- Olga Grey (Diana Parish)
- Edythe Chapman (Mary Dexter)
- William Elmer (detectiu Hagen)